# جف پروبست
جف پروبست (انگلیسی: Jeff Probst؛ زادهٔ ۴ نوامبر ۱۹۶۱) یک مجری، و کارگردان اهل ایالات متحده آمریکا است. وی از سال ۱۹۹۶ میلادی تاکنون مشغول فعالیت بوده‌است.